# Dentsu Building
Densu Building o Dentsu Headquarters Building (電通本社ビル Dentsū Honsha Biru?) es un rascacielos situado en la zona Shiodome de Minato, Tokio, Japón. El edificio alberga las oficinas corporativas de Dentsu.
Tiene 48 plantas y se eleva 213,34 m (700 ft), y es el undécimo edificio más alto de Tokio y segundo más alto de Shiodome. Fue diseñado por el arquitecto francés Jean Nouvel y completado en 2002. Fue construido en el lugar de la primera estación de trenes de Tokio, y se encuentra al lado del Jardín Hamarikyu, antiguamente el lugar de una casa de vacaciones de Shogun. Dentsu Building es un ejemplo de arquitectura contemporánea, incluyendo colectores en el techo para utilizar agua de lluvia para su sistema de tuberías, así como puntos de cerámica en las ventanas que, en conjunto con persianas computerizadas, controlan la climatización. [cita requerida]Dentsu Building tiene 70 ascensores, incluido uno especial reservado solo para VIPs y gestión ejectutiva.
Con la excepción del fango, todos los materiales de desecho producidos en la construcción del Dentsu Building fueron reciclados.[cita requerida]